# باران (فیلم ۱۳۶۱)
باران فیلمی به کارگردانی کیومرث پوراحمد و نویسندگی کیومرث پوراحمد و فرهاد صبا ساخته سال ۱۳۶۱ است.

## خلاصه داستان
اعتبار «تیمسار» از اینکه دامادش «بهرام» یک مبارز سیاسی است دچار لطمه شده، لذا شخصا مسئولیت گروه تعقیب و دستگیری «بهرام» را به عهده می‌گیرد. «تیمسار» از طریق دخترش «شیرین» او را ردیابی می‌کند اما در آخرین دقایق، «بهرام» با یاری دوستش «جمال» به اتفاق «شیرین» به یک روستا در کوهستان می‌گریزد. محل اختفای آن دو کشف و نیروهای پاسگاه محلی برای دستگیریشان اقدام می‌کند ولی موفق نمی‌شوند و «تیمسار» با گروه ضربت به روستا حمله برده و پس از درگیری سختی، «تیمسار» کشته و «بهرام» و «شیرین» موفق به فرار می‌شوند.